# 七曲殿 (北条氏繁正室)
七曲殿（ななまがりどの、生没年不詳）は、戦国時代の女性。名は不詳。法号は新光院殿窓泰太空大姉。玉縄城の大手口七曲坂付近に居住したため、七曲殿と呼ばれた。
父は相模国の戦国大名北条氏康。母は不明であるが、氏康正室の瑞渓院と黒田基樹は推測している。従兄弟にあたる玉縄城城主北条氏繁に正室として嫁ぎ、北条氏舜、北条氏勝、北条氏成、北条繁広を産んだ。小机城城主であった北条三郎（北条幻庵の子）から夫・氏繁を経て、小机本郷（現横浜市緑区、港北区）に所領を有していた。
氏繁の死後、天正11年から14年（1583年 - 1586年）にかけて複数の朱印状を残している。書状の内容は自身の所領や被官に関するものだけにとどまらず、玉縄北条家の被官に関する朱印状も出していることから、この時期に玉縄北条家の家政を取り仕切っていたことが推測される。
没年は不詳であるが、天正14年以降、朱印状などにその名が確認できなくなることから、天正18年（1590年）の小田原合戦のころまでには死亡したものと考えられている。墓所は神奈川県鎌倉市岩瀬にある大長寺。